# Baeolophus ridgwayi
Baeolophus ridgwayi е вид птица от семейство Paridae.

## Разпространение
Видът е разпространен в Мексико.